# Conrad Wise Chapman
Conrad Wise Chapman (1842 – 1910) fue un soldado y un artista, principalmente conocido por sus pinturas de las batallas de la confederación rodeando Charleston Harbor.

## Infancia
Chapman nació en Washington, D.C. y creció en Europa junto a su padre, John Gadsby Chapman, quien trabajaba como artista.

## Carrera
En 1861 regresó a América y se alistó en la Compañía D, Tercera Infantería de Kentucky. Fue herido en Shiloh a lo largo de su participación en Misisipi y Louisiana, antes de su transferencia a la Cuadragésima Sexta Infantería de Virginia por petición de su padre a Henry A. Wise. En los siguientes 10 meses, también sirvió en la Quincuagésima Novena Infantería Virginia, conocida como la Legión Wise o Brigada Wise, ambas de las infanterías 46 y 59 en la granja Chaffin en el río James en el condado de Henrico.
En septiembre de 1863, la Brigada Wise tuvo la orden de formar parte en la defensa de Charleston, en Carolina del Sur. Chapman fue comisionado por Thomas Jordan para crear 31 pinturas de las defensas de la ciudad, jefe del personal comandado por Beauregard. Esto fue parte de una campaña por Beauregard para incrementar el soporte de sus ideas sobre la defensa de Harbor en el gobierno de la Confederación.  Chapman sirvió en la ciudad desde inicios de septiembre de 1863 hasta marzo de 1864. Él quiso pintar la serie completa en Charleston, pero habiendo recibido noticias sobre una enfermedad de su madre, Chapman consiguió un permiso en abril de 1864 y se dirigió a Roma para visitar a su familia. Fue ahí donde él realizó 25 pinturas - cinco de las cuales también fueron hechas por su padre - de los bosquejos que hizo en Charleston.
Al finalizar la guerra e incapaz de reconciliar la pérdida de la Confederación, Conrad viajó a México, donde pintó una serie de paisajes del  Valle de México. También viajó a Francia e Inglaterra. En 1898, su colección completa de pinturas fue expuesta en el Club de la Liga de la Unión en Nueva York, donde llamó la atención aunque no tuvo compradores.  Así que trasladó a su familia a Richmond, donde al año siguiente vendió 31 pinturas a la Sociedad Literaria Conmemorativa, que más tarde se convirtió en el Museo de la Confederación y es ahora el Museo de la Guerra Civil Americana.
Conrad creó arte cuando permaneció activo en la Guerra Civil. Mientras varios artistas del lado de la Unión captaron la guerra en la pintura, éste no fue el caso del lado de la Confederación. Su trabajo pudo ser el único conjunto de temas de batallas pintadas por un soldado artista de la Confederación durante la guerra.

## Galería

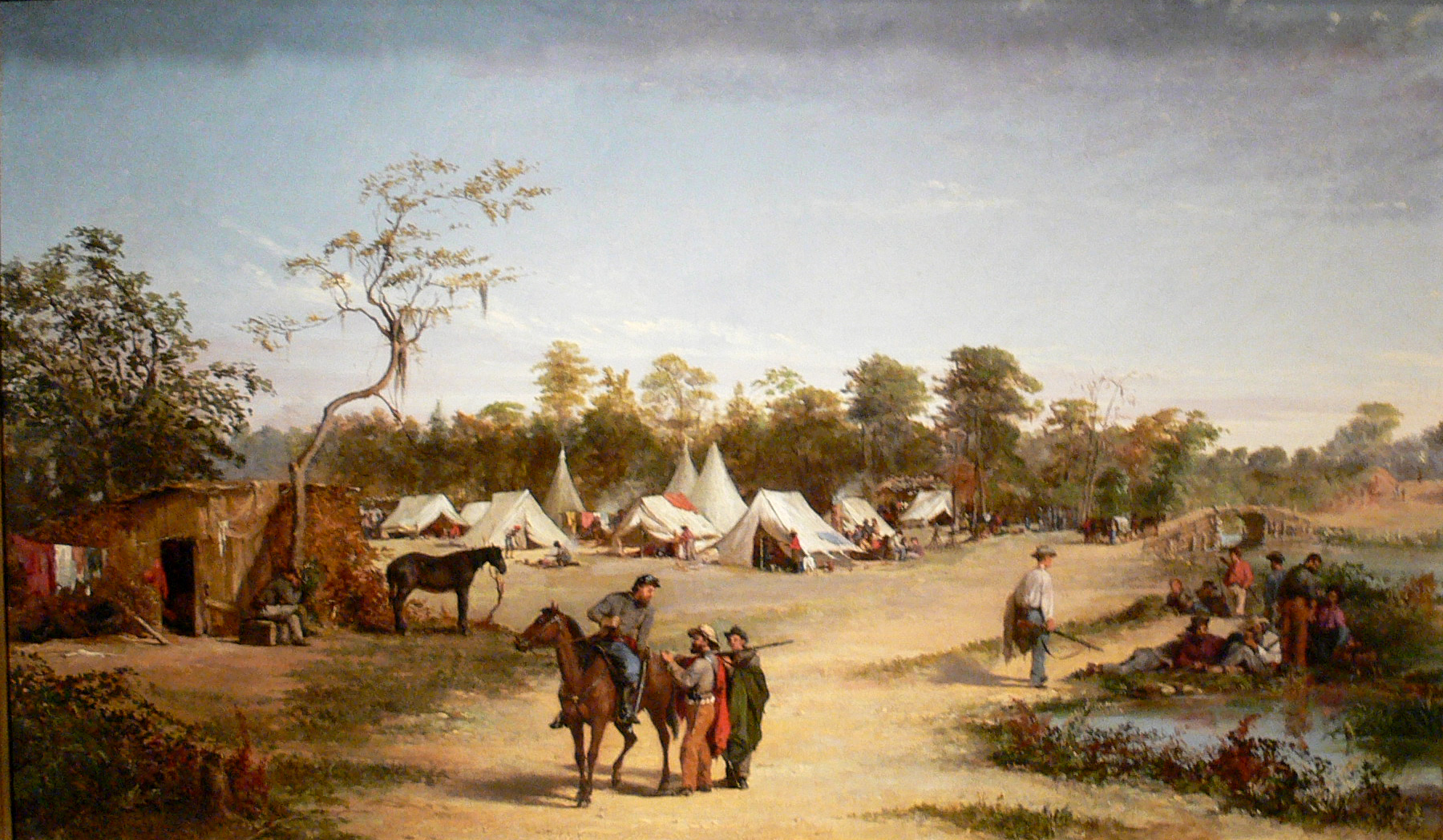
El 59.º Virginian Infantería, Amon Carter Museo
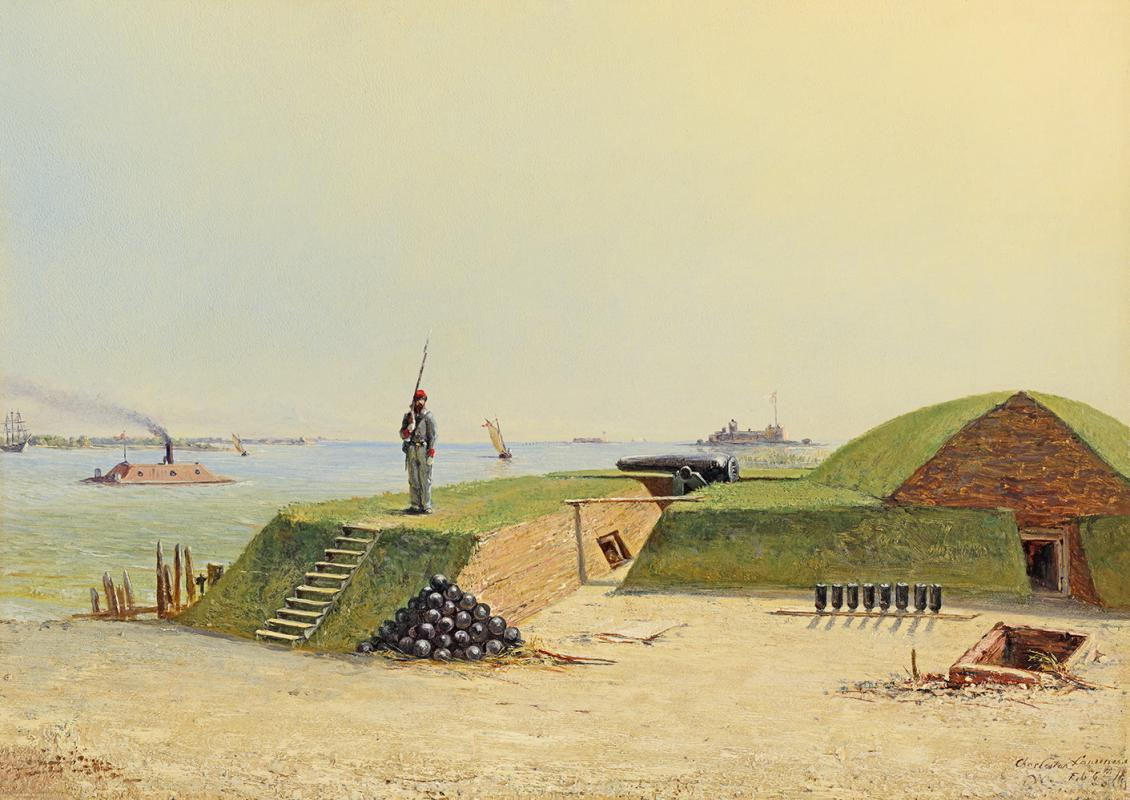
Batería Laurens Charlestón de Calle, Feb. 7, 1864, Museo de Guerra Civil americano
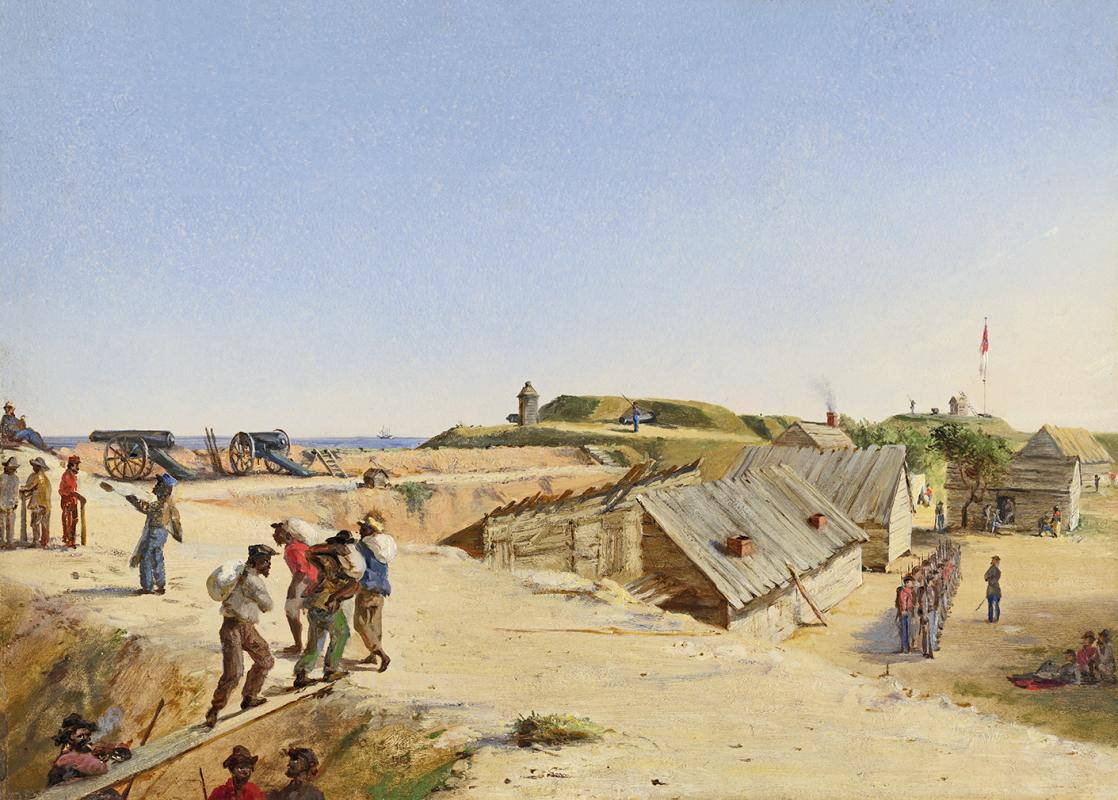
Batería Marshall, la isla de Sullivan, Dic. 4, 1863, Museo de Guerra Civil americano
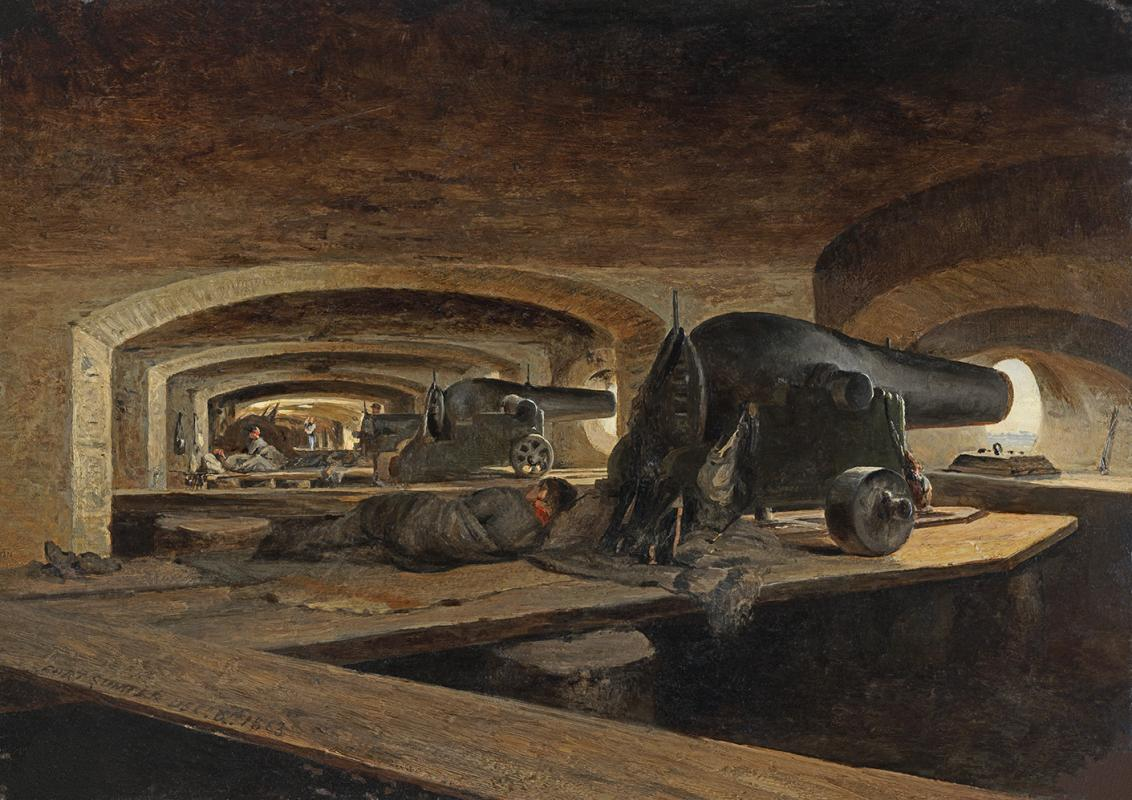
Fort Sumter Galería de pistola, Dic. 8, 1863, Museo de Guerra Civil americano
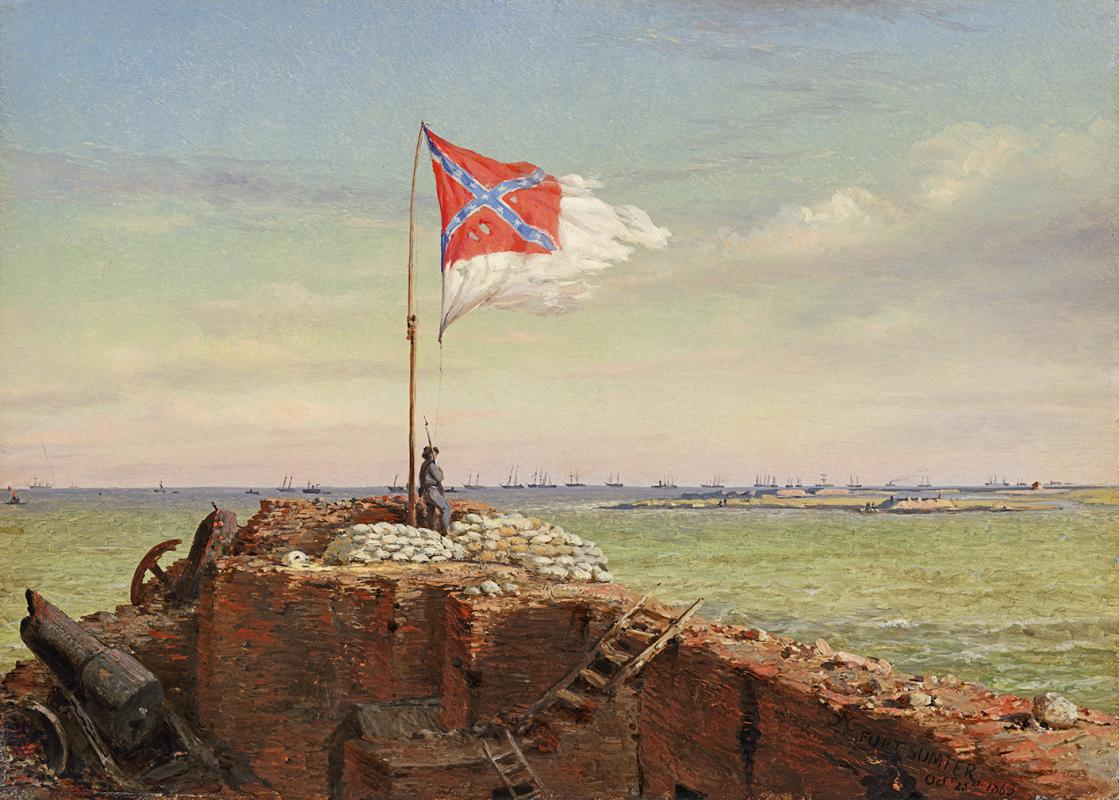
La Bandera de Sumter, Oct. 20, 1863, Museo de Guerra Civil americano
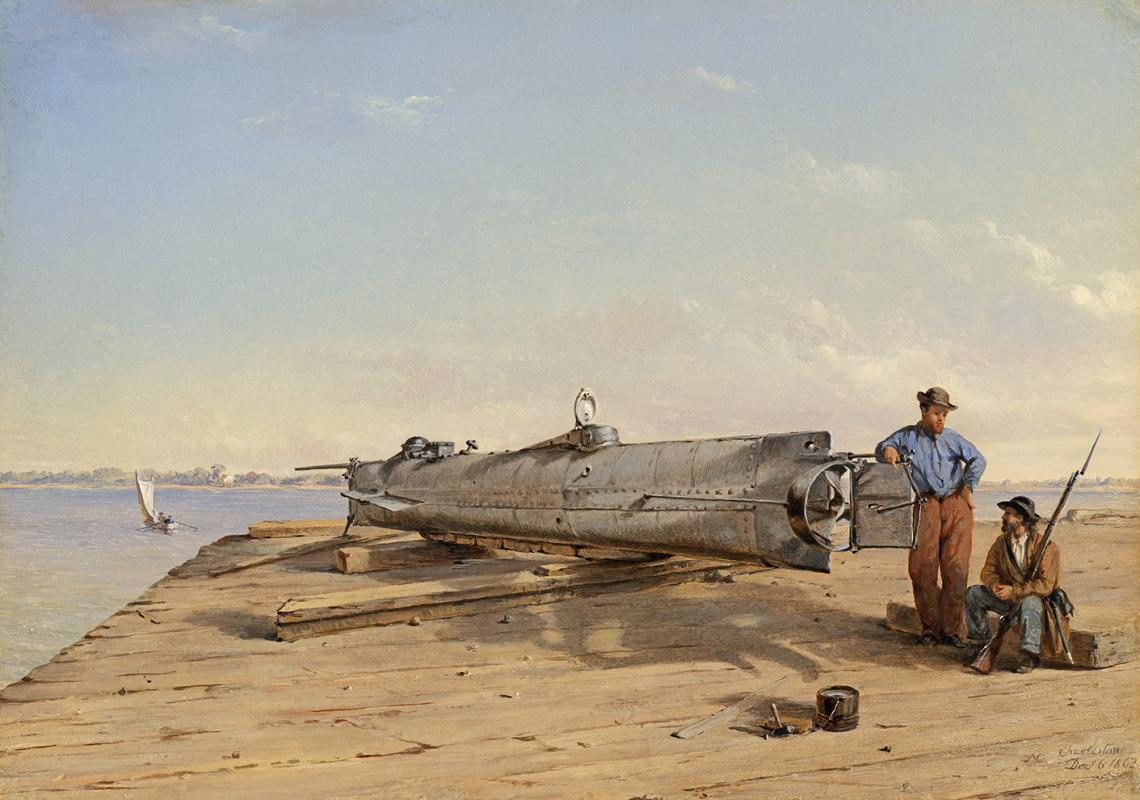
Barca de Torpedo del submarino H.L. Hunley, Dic. 6, 1863, Museo de Guerra Civil americano
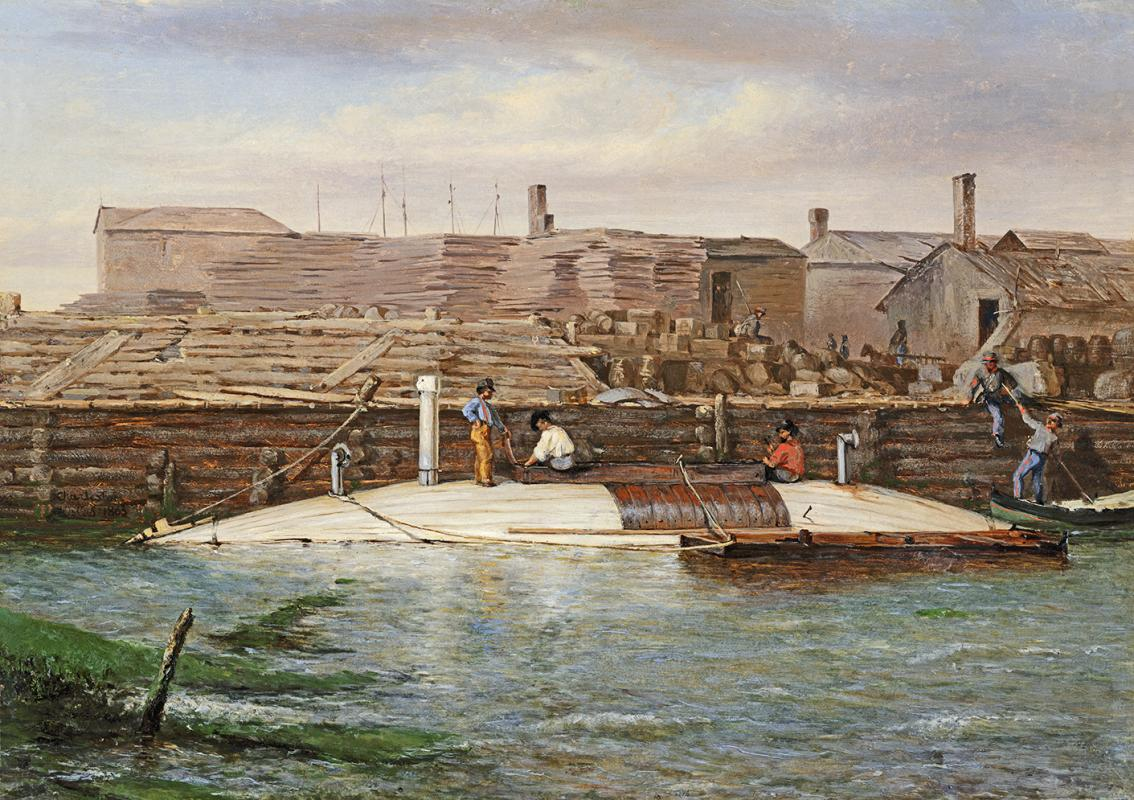
Barca de torpedo David en Muelle de Charlestón, Oct. 25, 1863, Museo de Guerra Civil americano
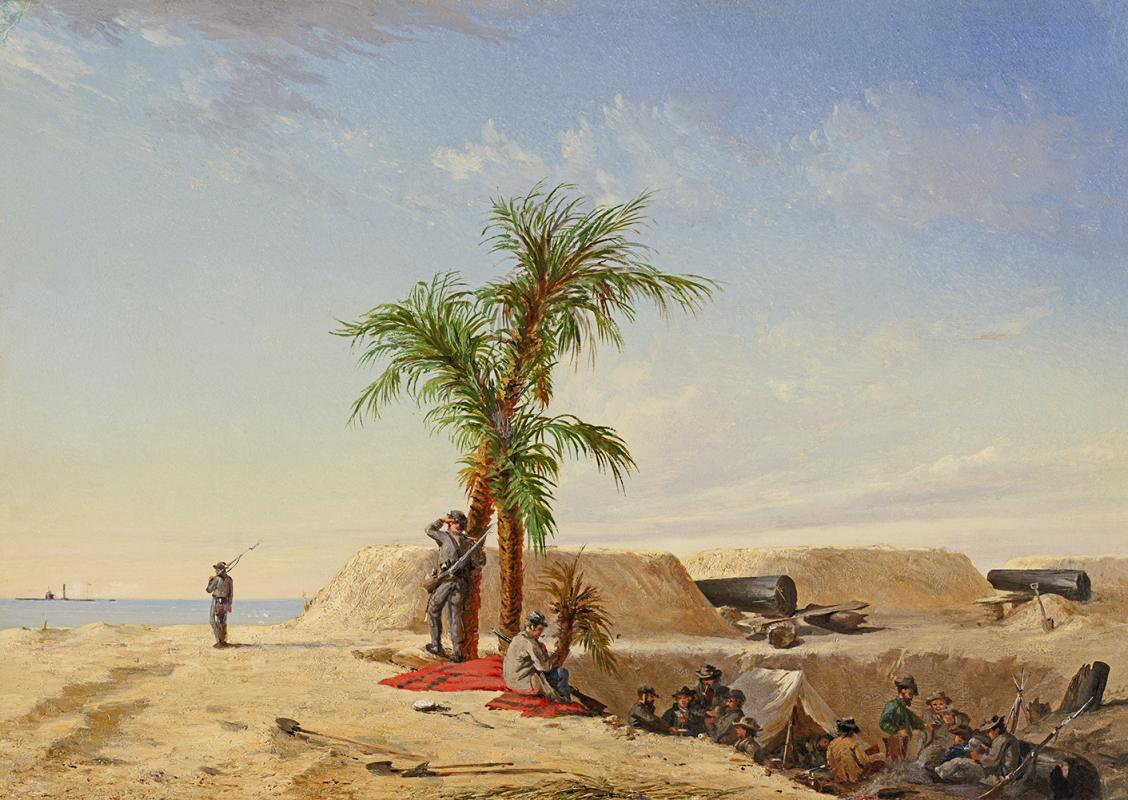
Quaker Batería, 1864, Museo de Guerra Civil americano
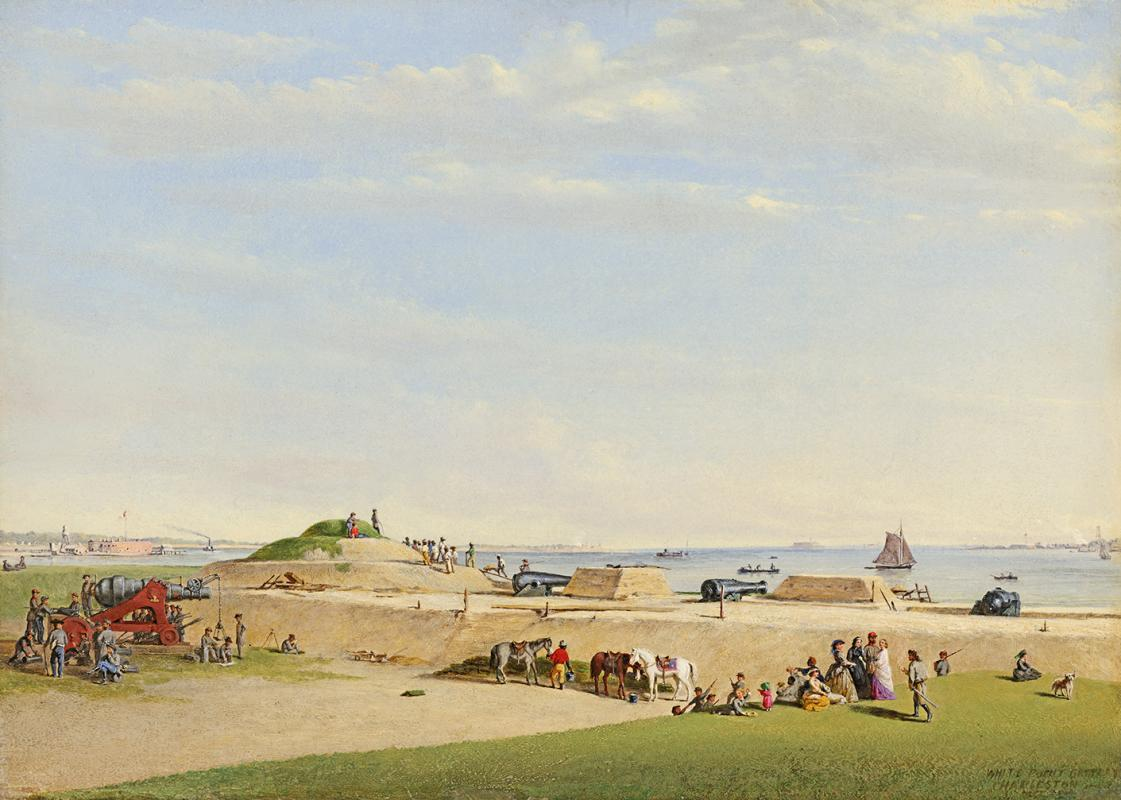
Charlestón de Batería de Punto blanco, Dic. 24, 1863, Museo de Guerra Civil americano
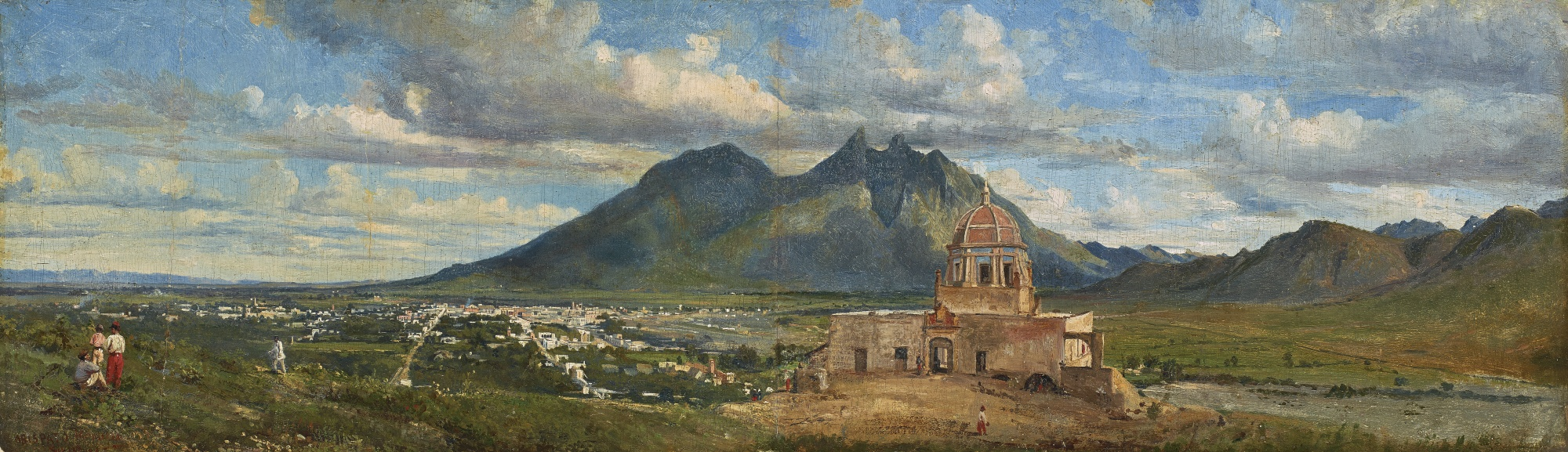
Vista del palacio del obispo cercano Monterrey, colección Privada
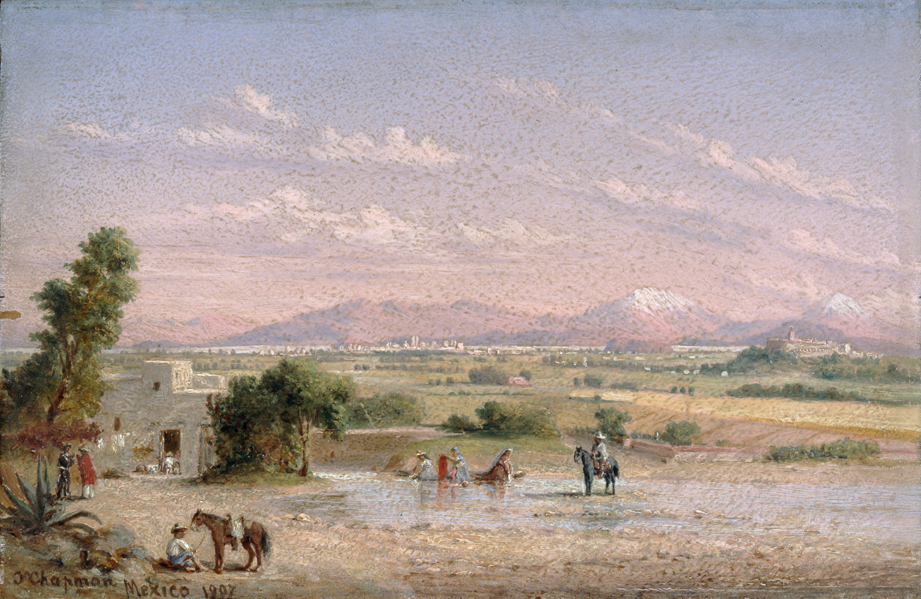
Valle de México, Museo Soumaya